# Oziorsk (óblast de Cheliábinsk)

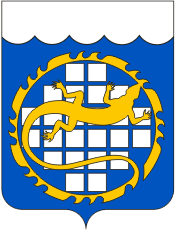
Ozyorsk (óblast de Cheliábinsk), escudo de armas.

Oziorsk (en ruso: Озёрск) es una ciudad cerrada en la Óblast de Cheliábinsk (Rusia). Población: 82 164 (Censo de 2010); 91 760 (Censo de 2002).

## Historia
Fue fundada en las orillas del lago Irtiash en 1947. Hasta el año 1994, fue conocida como Cheliábinsk-65, y anteriormente como Cheliábinsk-40 (los dígitos son los últimos dígitos del código postal, y el nombre de la ciudad grande más cercana; según la práctica habitual de poner nombres a ciudades cerradas).
Con el nombre en código Ciudad 40, Oziorsk fue el sitio de nacimiento del programa de armas nucleares soviético después de la Segunda Guerra Mundial.
En 1994 se le concedió el estatus de ciudad y fue rebautizada como Oziorsk.[cita requerida]